# Radio Zombie
Radio Zombie è il quinto album in studio del gruppo musicale italiano Negrita, pubblicato il 19 ottobre 2001 dalla Black Out.
All'album partecipa, come anche nel secondo album Paradisi per illusi, Paolino Baglioni (ex Bandabardò) alle percussioni. L'undicesima traccia Prima del grande giorno è cantata da Drigo.

## Tracce
1. 1992 – 4:26
2. Bambole – 5:16
3. Non ci guarderemo indietro mai – 4:21
4. Alienato – 3:23
5. Hemingway – 4:21
6. Vertigine – 4:49
7. Ad un passo dalle nuvole – 3:46
8. Luna – 3:37
9. Welcome to the World – 3:48
10. Aria – 5:28
11. Prima del grande giorno – 3:11
12. Radio Zombie (Part 2 & 3) – 5:55

## Formazione
Gruppo
- Paolo Bruni – voce, chitarra, armonica
- Enrico Salvi – chitarra, voce
- Cesare Petricich – chitarra
- Franco Li Causi – basso
- Roberto Zamagni – batteria

Altri musicisti
- John De Francesco – organo Hammond
- Paolo Baglioni – percussioni
- Lorenzo Tommasini – sintetizzatore (tracce 1 e 10)